# Нанкбулі
Нанкбулі (груз. ნანყბული) — село в Грузії.
За даними перепису населення 2014 року в селі проживає 13 осіб.